# Lobomyia immaculata
Lobomyia immaculata är en tvåvingeart som beskrevs av Niitsuma 2007. Lobomyia immaculata ingår i släktet Lobomyia och familjen fjädermyggor. Inga underarter finns listade i Catalogue of Life.